# Lynne Kieran

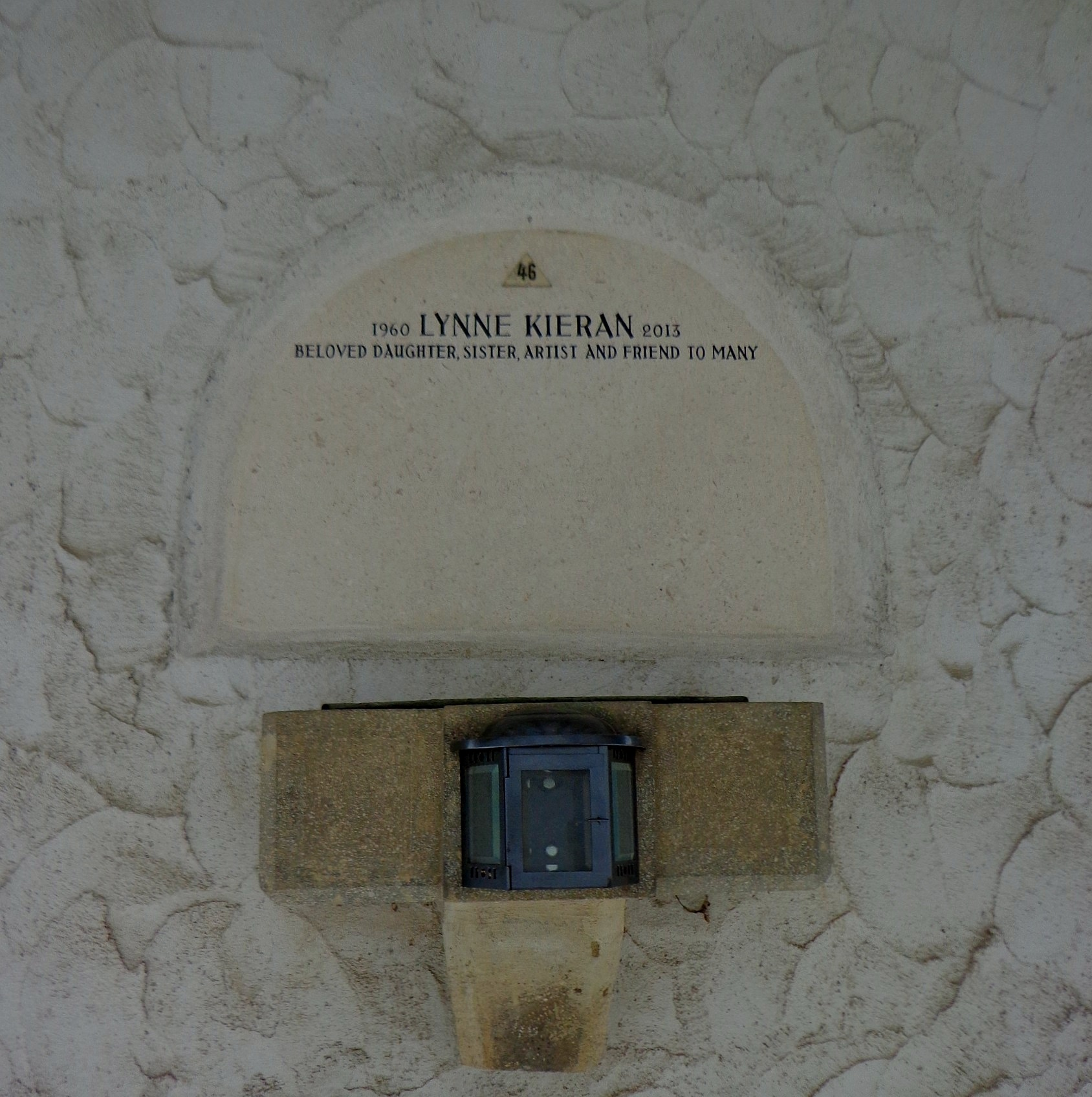
Feuerhalle Simmering, Urnengrab der Sängerin Lynne Kieran

Lynne Kieran (* 16. Mai 1960 in London; † 8. Dezember 2013 in Wien) war eine in Österreich lebende britische Sängerin, Songschreiberin und Arrangeurin. Bekanntheit erlangte sie insbesondere als Mitglied des Vokal-Trios The Rounder Girls.

## Leben
Kieran absolvierte eine klassische Gesangsausbildung. Unter anderem trat sie in der Komischen Oper Berlin, dem Wiener Konzerthaus und am Burgtheater auf. Außerdem wirkte sie als Sängerin bei Musicals wie „Porgy and Bess“, „Little Shop Of Horrors“ und „Hair“ mit.
Kieran war 1993 Gründungsmitglied der Soul-Formation The Rounder Girls. Beim Eurovision Song Contest 2000 in Stockholm vertrat sie mit dieser Gesangsgruppe Österreich und belegte mit dem Titel „All to You“ den 14. Platz.
Sie wurde im Arkadenhof der Feuerhalle Simmering bestattet.